# Litauische Rechtsanwaltskammer

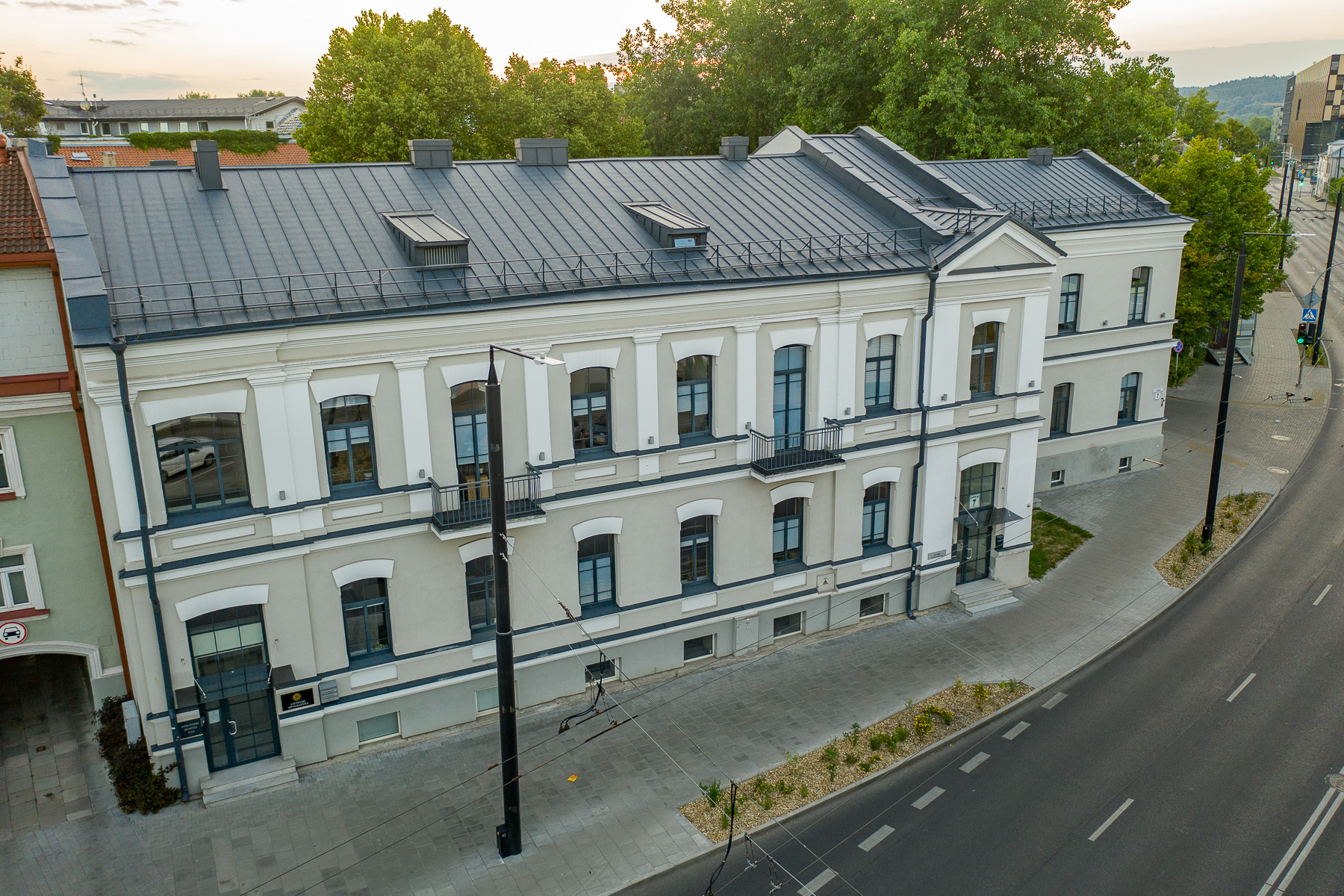
Sitz der Kammer

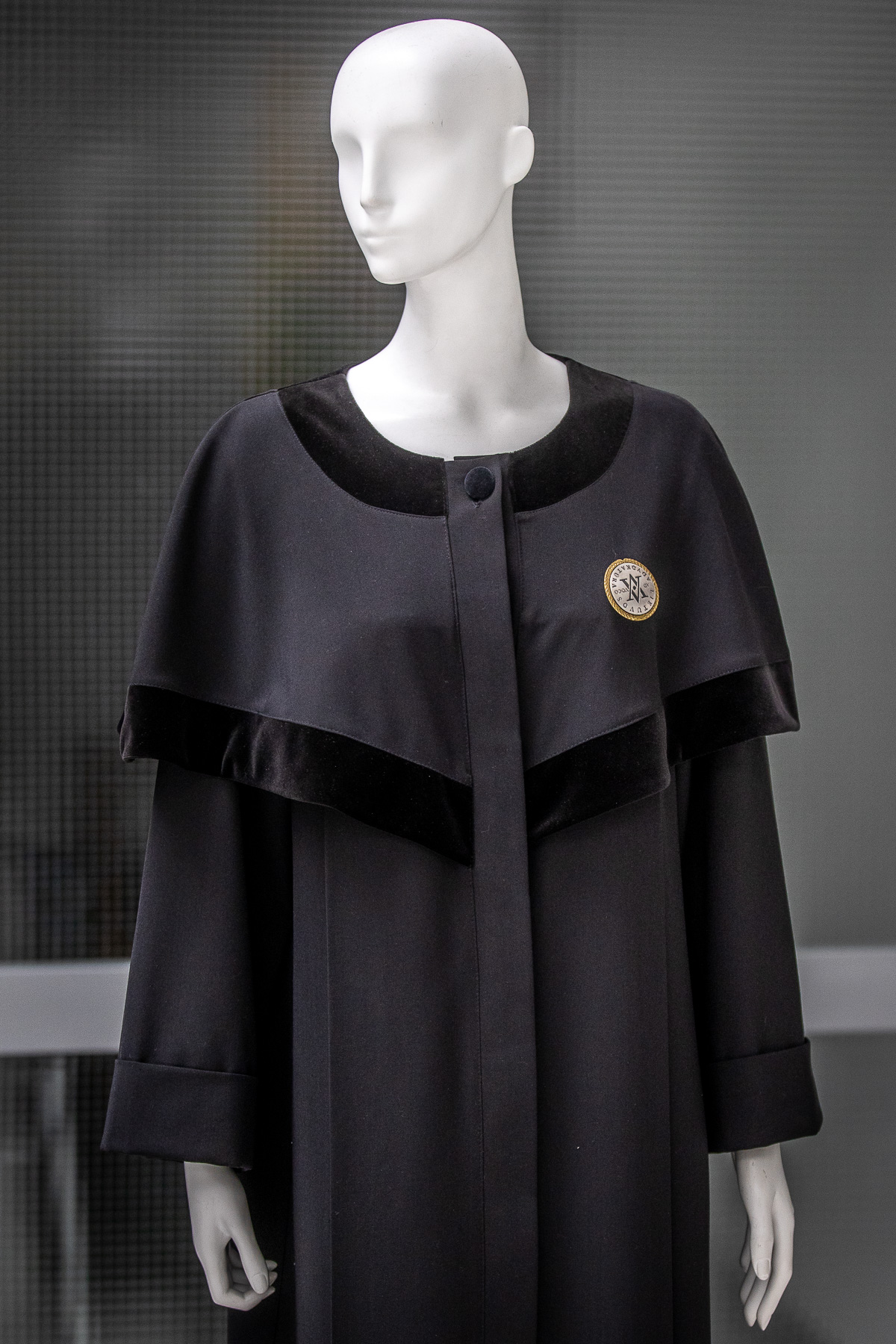
Tracht eines litauischen Rechtsanwalts

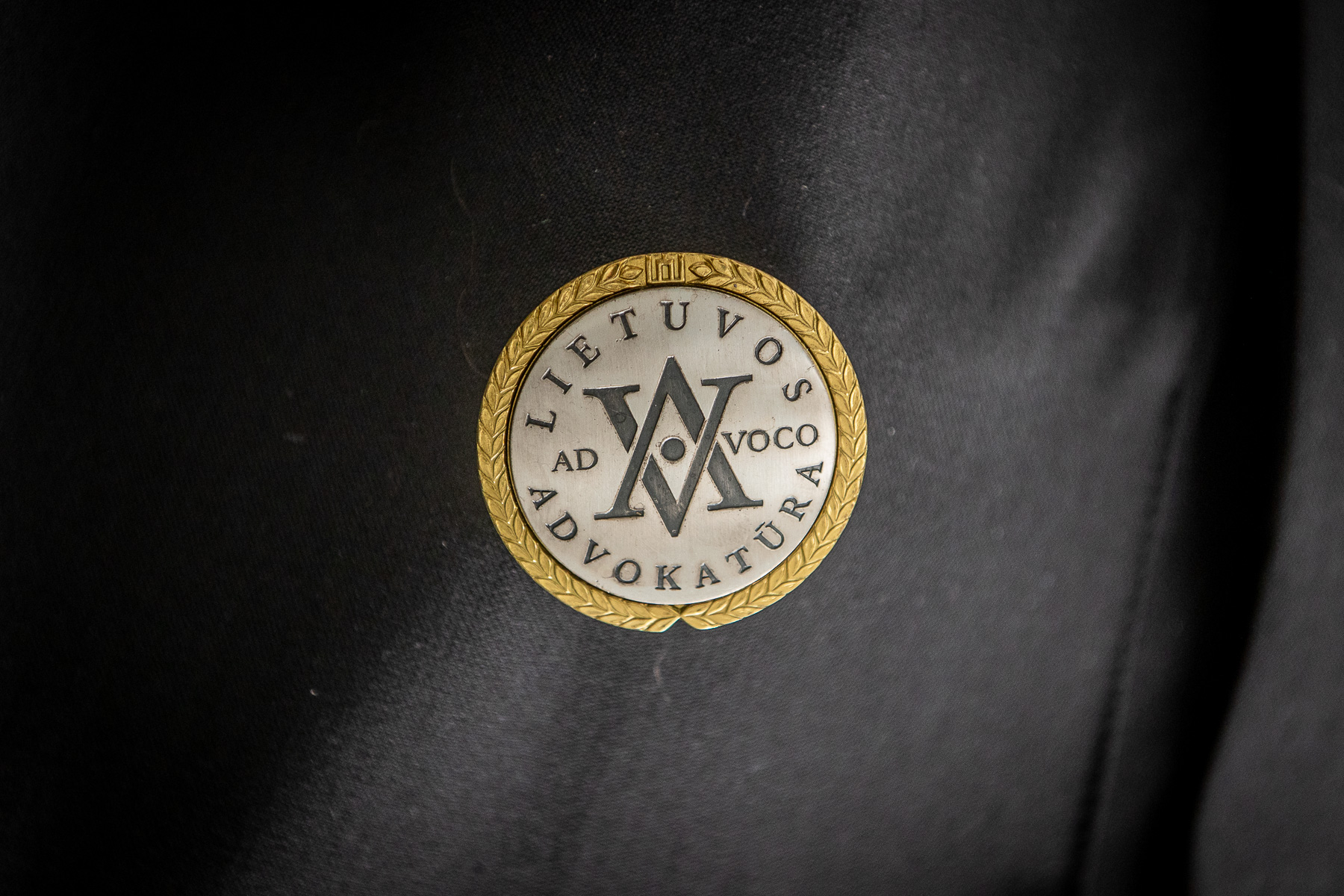
Logo und Amtszeichen

Die Litauische Rechtsanwaltskammer (lit. Lietuvos advokatūra) ist ein nationaler Zusammenschluss von Rechtsanwälten in Litauen. Ihr Sitz befindet sich in Vilnius. Die Aufsichtsbehörde ist das Justizministerium Litauens. Die Kammer verbindet über 2.000 Rechtsanwälte und 800 Rechtsanwaltsgehilfen.

## Geschichte
Im Dezember 1920 wurde der Rat von vereidigten Rechtsanwälten (Prisiekusiųjų advokatų taryba) gebildet. 1923 wurden vereidigte Rechtsanwälte zu Richtern berufen, da die Gerichte zu viel Arbeit hatten. Ab 1927 wurden die Dienstleistungen auch pro bono geleistet.

## Leitung
- 1920–1926: Vladas Stašinskas (1874–1944)
- 1926–1938: Petras Leonas (1864–1938)
- 1939: Mykolas Sleževičius (1882–1939)
- 0000–1947: Ksaveras Misevičius
- 1947–1949: Jonas Žėruolis (1907–1986)
- 1949–0000 Andrius Domaševičius
- 0000–1978: Vladas Deksnys
- 1978–1999: Kęstutis Lipeika (* 1938)
- 1998–2002: Kazimieras Motieka (1929–2021)
- 2002–2008: Rimas Andrikis (* 1950)
- 2008–2014: Leonas Virginijus Papirtis (* 1949)
- 2014–2022: Ignas Vėgėlė (* 1975)
- seit 2022: Mindaugas Kukaitis